# Nazionale maschile di rugby a 15 dell'eSwatini
La nazionale di rugby a 15 dell'eSwatini rappresenta l'eSwatini, in passato noto come Swaziland, nel rugby a 15 in ambito internazionale, dove è inclusa fra le formazioni di terzo livello.